# 萊瑟姆 (阿拉巴馬州)
萊瑟姆（英語：Latham）是一個位於美國阿拉巴馬州鮑德溫縣的非建制地區。該地的面積和人口皆未知。

## 地理
萊瑟姆的座標為31°05′06″N 87°50′03″W / 31.085000°N 87.834167°W，而該地最高點為海拔高度37米（即121英尺）。